# Timothy Brosnahan

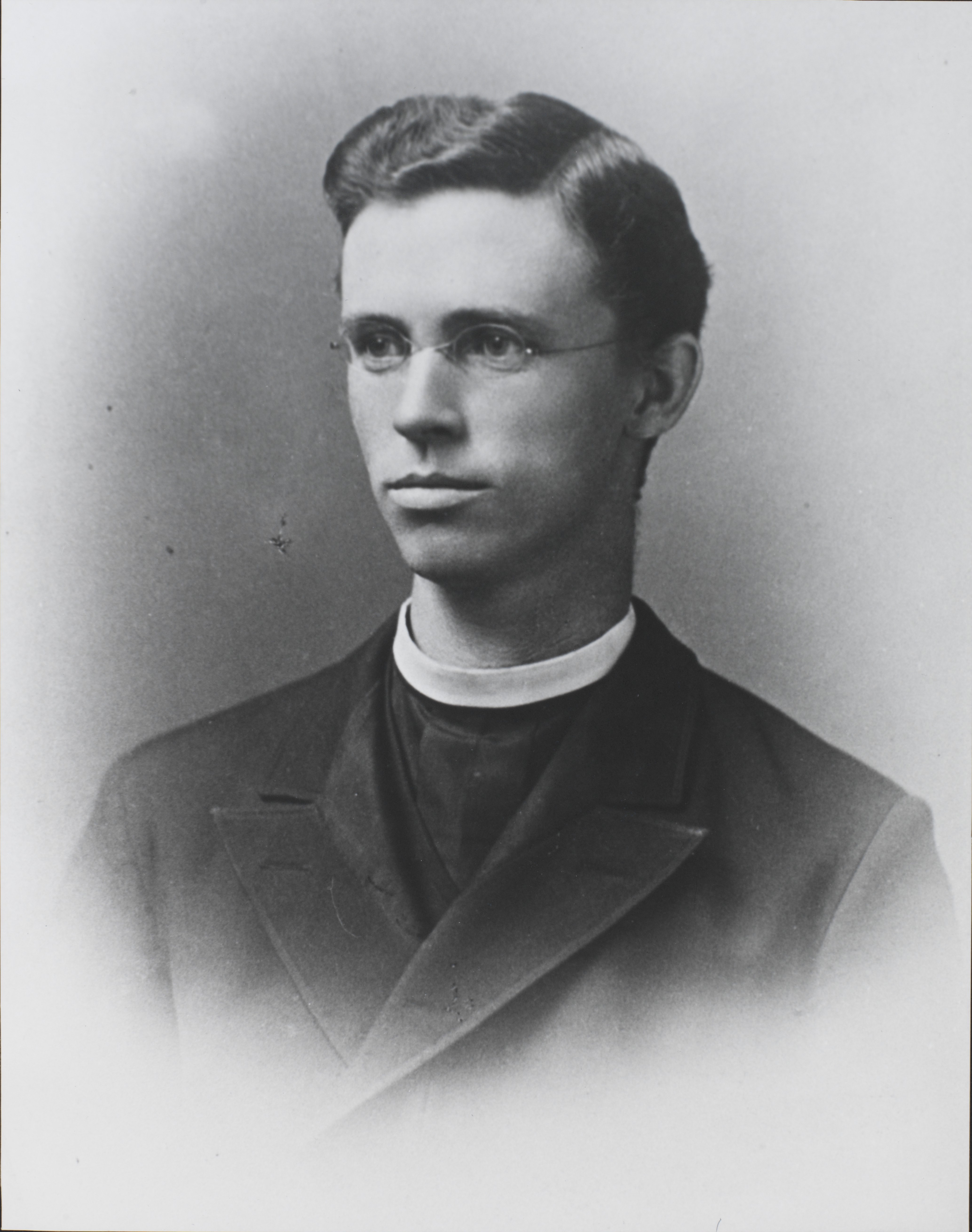
Fotografie von Brosnahan um 1896

Timothy J. Brosnahan SJ (* 8. Januar 1856 in Alexandria, Virginia, Vereinigte Staaten; † 4. Juni 1915 in Washington, D.C., U.S.A.) war ein amerikanischer katholischer Priester und Jesuit, der von 1894 bis 1898 Präsident des Boston College war. Während seiner akademischen Laufbahn lehrte er Philosophie am Woodstock College, an der Georgetown University und am Boston College. Nach seiner Präsidentschaft verfasste er einen bedeutenden Artikel, in dem er die Ablehnung der jesuitischen Erziehung durch den Präsidenten der Harvard University kritisierte. In seinen späteren Jahren widmete er sich dem Unterrichten und Schreiben über Ethik.

## Leben
Brosnahan wurde am 8. Januar 1856 in Alexandria, Virginia, geboren. Nachdem er an einer Privatschule eingeschrieben war, zogen er und seine Eltern 1862 aufgrund des Bürgerkriegs nach Washington, D.C. 1867 empfing er seine erste Kommunion und wurde von Erzbischof Martin John Spalding von Baltimore gefirmt. 1869 trat er dem Jesuitenorden bei und begann seine Ausbildung. Nach verschiedenen Stationen und Lehrtätigkeiten wurde er 1887 zum Priester geweiht. Danach lehrte er an verschiedenen Hochschulen, darunter Boston College, und wurde 1894 Präsident des Boston College. Während seiner Amtszeit wuchs die Studentenzahl, und die Finanzen der Schule waren in gutem Zustand. Nach seiner Zeit an Boston College kehrte Brosnahan zur Lehre zurück und veröffentlichte ein Buch über Ethik. Er starb am 4. Juni 1915.